# Walter von Bonhorst
Walter von Bonhorst (* 21. Oktober 1904 in Frankfurt am Main; † 21. Mai 1978 in Schweinfurt) war ein deutscher Filmeditor. Er war verheiratet mit Hildegard von Bonhorst, beide hatten drei Töchter Renate, Charlotte und Erika und die Enkelkinder Pascale, Isabelle, Viviane, Marius. In zweiter Ehe war er verheiratet mit Carla von Bonhorst.

## Leben
Er begann seine berufliche Laufbahn 1924 als Kameraassistent und wechselte 1935 zum Filmschnitt. Seit 1939 arbeitete er für die Tobis, zuletzt für die UFA. Nach Kriegsende setzte er seine Tätigkeit bei bundesdeutschen Produktionsfirmen fort. Kurz vor seinem 70. Geburtstag zog er sich aus dem Filmgeschäft zurück und verbrachte seinen Lebensabend in Süddeutschland.

## Filmografie
- 1934: De Witte
- 1935: Viktoria
- 1936: Durch die Wüste
- 1936: Maria, die Magd
- 1937: Die Kreutzersonate
- 1937: Versprich mir nichts!
- 1938: Der Tag nach der Scheidung
- 1938: Du und ich
- 1939: Ich verweigere die Aussage
- 1939: Renate im Quartett
- 1939: Nanette
- 1939: Der Weg zu Isabel
- 1940: Bismarck
- 1941: Ich klage an
- 1942: Zwei in einer großen Stadt
- 1943: Das Bad auf der Tenne
- 1944: Ein schöner Tag
- 1944: Herr Sanders lebt gefährlich
- 1944/48: Fahrt ins Glück
- 1949: Liebe 47
- 1950: Meine Nichte Susanne
- 1950: Die Frau von gestern Nacht
- 1950: Melodie des Schicksals
- 1950: Erzieherin gesucht
- 1951: Es begann um Mitternacht
- 1951: Stips
- 1952: Pension Schöller
- 1952: Du bist die Rose vom Wörthersee
- 1953: Maske in Blau
- 1953: Die geschiedene Frau
- 1953: Der Vetter aus Dingsda
- 1954: Conchita und der Ingenieur
- 1955: Verrat an Deutschland
- 1955: Ich war ein häßliches Mädchen
- 1956: Studentin Helene Willfüer
- 1956: Hochzeit auf Immenhof
- 1956: Liane, das Mädchen aus dem Urwald
- 1956: Geliebte Corinna
- 1956: Boevenprinses
- 1957: Das Glück liegt auf der Straße
- 1957: Die große Chance
- 1958: Warum sind sie gegen uns?
- 1958: Majestät auf Abwegen
- 1958: Polikuschka
- 1958: Wenn die Conny mit dem Peter
- 1959: Paradies der Matrosen
- 1960: Wir Kellerkinder
- 1960: Der Rächer
- 1960: Willy, der Privatdetektiv
- 1961: … denn das Weib ist schwach
- 1962: Ich kann nicht länger schweigen
- 1963: Es war mir ein Vergnügen
- 1964: Das Blaue vom Himmel (TV)
- 1966: Unser Pauker (Fernsehserie, 8 Folgen)
- 1968: Feldwebel Schmid (TV)
- 1970: Unter den Dächern von St. Pauli
- 1970: Was ist denn bloß mit Willi los?
- 1971: Wer kennt diesen Mann? (TV)